# Veillées des Îles
Veillées des Îles (titre original : Island's Night Entertainments) est un recueil de nouvelles écrites par Robert Louis Stevenson publié le 7 avril 1893.

## Contenu
Le recueil contient les titres suivants :
- La Plage de Falesà (The Beach of Falésà), une de ses œuvres les plus matures, dans laquelle il explore les relations entre les colons blancs et les indigènes d'une manière qui préfigure Conrad et Maugham
- Le Diable dans la bouteille (The Bottle Imp titre parfois traduit en La Bouteille Diabolique ou La Bouteille endiablée)
- L'Île aux voix (The Isle of Voices)

Initialement, une quatrième nouvelle intitulée Thorgunna la solitaire devait faire partie de ce recueil.[réf. nécessaire]

## Traductions en français
- Veillées des Îles, traduit par (?), Paris, 1894[réf. nécessaire]
- Veillées des Îles, traduction par Pierre Leyris, préface et bibliographie de Francis Lacassin. 10/18 n°1112. 1976.
- Veillées des Îles, traduction par Mathieu Duplay, Stevenson, Œuvres, tome III, Éditions Gallimard, « Bibliothèque de la Pléiade », 2018.